# Diabeł wie lepiej
Diabeł wie lepiej (hiszp. Más Sabe el Diablo ) – amerykańska telenowela z 2009 roku. Wyprodukowana przez wytwórnię Telemundo.
Telenowela została wyemitowana m.in.: w Stanach Zjednoczonych przez kanał Telemundo. Od 15 listopada 2011 telenowela emitowana dla publiczności polskiej w innych krajach na kanale iTVN.

## Obsada
| Actor                    | Character                         |
| ------------------------ | --------------------------------- |
| Gaby Espino              | Manuela Davila                    |
| Jencarlos Canela         | Angel Salvador/Salvador Dominguez |
| Miguel Varoni            | Martin Acero/El Hierro            |
| Karla Monroig            | Virginia Dávila                   |
| Carlos Humberto Camacho  | Horacio Garcia                    |
| Roberto Mateos           | León Beltrán                      |
| Jorge Luis Pila          | Jimmy Cardona                     |
| Jeannette Lehr           | Graciela de Acero                 |
| Eva Tamargo              | Ariana Dávila                     |
| Leonardo Daniel          | Anibal Dávila                     |
| Esperanza Rendón         | Esperanza Salvador                |
| Jimmy Bernal             | Lucas Santos                      |
| Angeline Moncayo         | Marina/Mario                      |
| Jorge Consejo            | Lorenzo Blanco                    |
| Jose Guillermo Cortines  | Osvaldo Guerra                    |
| Michelle Vargas          | Perla Beltrán                     |
| Alexa Kuve               | Susana „Susy” Beltrán             |
| Raúl Arrieta             | Mike Sánchez                      |
| Carlos Augusto Maldonado | El Ronco                          |
| Juan Jiménez             | Marco León Beltrán „Cachorro"     |
| Carlos Ferro             | Gregorio Ramirez                  |
| Alberto Salaberri        | Mauricio Lineros                  |
| Cristian Carabias        | Jose del Carmen Frank „El Topo"   |
| Carlos Perez             | Carmelo Gaitan                    |
| Roxana Peña              | Nina Lazaros                      |
| Juan David Ferrer        | Sandro Beltran                    |
| Ezequiel Montalt         | Christian Acero                   |
| Aneudy Lara              | Marcos „Mocho” Llacome            |
| Tali Duclaud             | Silvana Santos                    |
| Mery de los Rios         | Lola                              |
| Cindy Luna               | Jenny                             |
| Alex Fumero              | El Caucho                         |
| Sofia Stamatiades        | Esperanza Salvador                |

### Drugoplanowe role
- Roxana Chavez
- Gerardo Riveron .... Jaime Cardona
- Xavier Coronel .... Captain Hernando Soto
- Felipe Garces
- Paula Arciniegas
- Esteban Villareal .... Fausto
- Nelson Tallaferro .... Jose Vega
- Marcos Figueroa
- Elsa Pestana
- Victoria del Rosal
- Pamela Perez
- Tely Ganas
- Gloria del Valle
- Johnny Acero .... Jason Torres
- Ramon Morel
- Silgian Castillo
- Jhonatan del Rio
- Leslie Stewart
- Christopher Santos
- Isaac Olivera
- Evelin Fores
- Elizabeth Barón .... Nelly
- Lucho Caceres
- Ernesto Molina .... Julio Cesar Romero
- Ismael Barrios .... Dario Uribe
- Ivan Hernandez .... Santana
- John Gertz .... Allan Peterson
- Sissi
- Carlos Garin .... Tom
- Andrea Romero .... Andrea Romero
- Vivianne Alvárez .... Vivianne Alvárez
- Salim Rubiales .... Cisco
- María Celeste Arrarás .... María Celeste
- Hector Fuentes
- Alexander Otaola
- Itzel Ramos
- Marco Figueroa
- Rafael Yau
- Lidya Valdes
- Guadalupe Hernandez
- Adolfo Aguilar
- Isaniel Rojas
- Jorge Ali .... Judge
- Marcos Miranda
- Yolly Dominguez
- Carlos Pitela
- Leandro Fernandez
- Carlos Andres Vargas
- Hernando Visbal
- Gabriel Abdala
- Roberto Huicochea .... Evaristo Ortega „El Principe"
- Rodolfo Castera.... El Pirata
- Nelson Steegers
- Rafael Robledo
- Omar Torres
- Dayana Garroz
- Alvaro Ruiz .... Agent Daniel Cordoba
- Joel Sajiun
- Jorge Luis Garcia
- Vivi Pineda... Adamaris Gracia „Ada"
- Eduardo Wasveiler
- Jorge Hernandez
- Juan Carlos Gutierrez
- Bladimir Escudero
- Michael M. Matluck
- Alex Fumero
- Enrique Arredondo
- Jorge Luis Portales
- Ariel Texido .... Andres Molina
- Carlos Ponce .... Antonio „El Perro” Brando
- Eduardo Ibarrola .... Jose
- Rosanna Montenegro
- Eduardo de Alba
- Andres Garcia Jr. .... Diego Robledo
- Alvaro Ruiz
- Jesus Padron
- Fidel Perez Michel
- Miguel Sahid
- Alejandro Acevedo
- Marta Gonzalez